# Nikołaj Klejgels
Nikołaj Wasiljewicz Klejgels, pierwotna forma rodowego nazwiska Clayhills (ur. 1850 w Petersburgu, zm. 1916 tamże) – rosyjski wojskowy i działacz państwowy, generał kawalerii.

## Życiorys
Wykształcenie uzyskał w Pawłowskim Korpusie Kadetów, a następnie w Nikołajewskiej szkole kawalerii, którą ukończył w 1868. Następnie służył jako oficer w Lejb-Gwardyjskim Pułku Dragonów. Walczył w wojnie rosyjsko-tureckiej lat 1877–1878 w stopniu sztabskapitana, najpierw pod rozkazami gen. Michaiła Skobielewa, a następnie Josifa Hurki, brał udział w bitwie pod Plewną i pod Gornym Dubniakiem. Za swój udział w walkach otrzymał awans na fligiel-adiutanta, został także odznaczony orderem św. Włodzimierza IV stopnia z mieczami i orderem św. Anny II stopnia z mieczami.
Po zakończeniu działań wojennych pracował jako wykładowca szkoły kawaleryjskiej.
W latach 1888–1895 był oberpolicmajstrem policji w Warszawie. Następnie przez dziewięć lat pełnił obowiązki gradonaczalnika (administratora) Petersburga. W okresie tym w stolicy Rosji powstały budynki Instytutu Politechnicznego (1901) i Dworca Witebskiego (1904).
W latach 1904–1905 był generał-gubernatorem Kijowa. W 1905 zdymisjonowany ze służby. W oczach rosyjskich rewolucjonistów zaliczał się do najsurowszych, najbardziej bezwzględnie zwalczających wystąpienia antyrządowe wyższych urzędników carskich. Był oskarżany także o korupcję, jednak śledztwo w jego sprawie umorzono, według Bazylowa „na siłę”.
Został pochowany na cmentarzu Nowodziewiczym w Petersburgu.